# Linea Matei

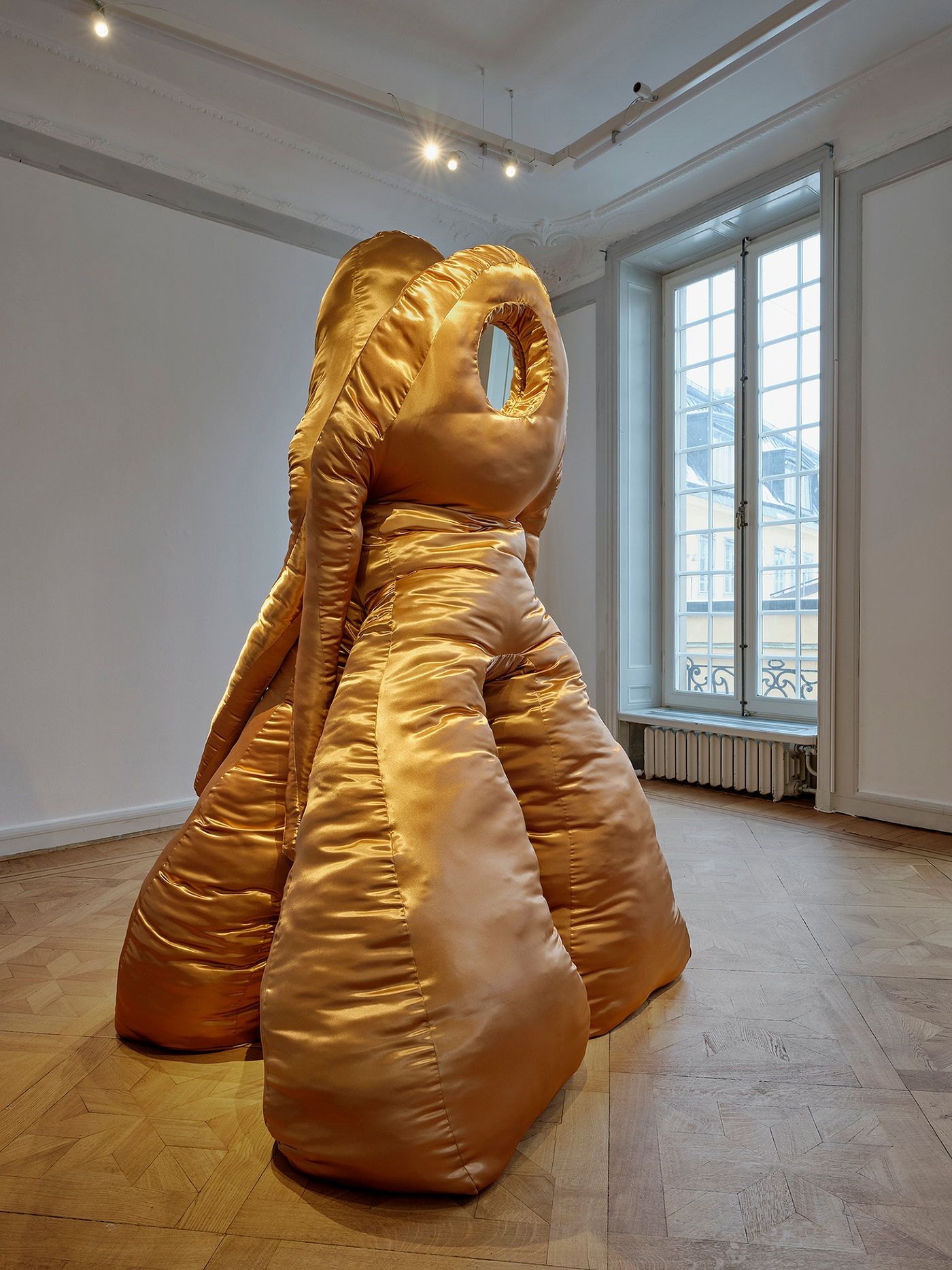
Spine från utställningen Ser du mig, CFHILL 2024

Linea Alexandra Elisabeth Matei Frid, född 21 maj 1990 i Södertälje, är en svensk konstnär. Efter att ha avslutat sin grundutbildning i konst och design vid West London College fortsatte hon sina studier vid Konstfack i Stockholm, där hon avlade kandidatexamen i textil konst och design 2017 och masterexamen i textilhantverk 2022.

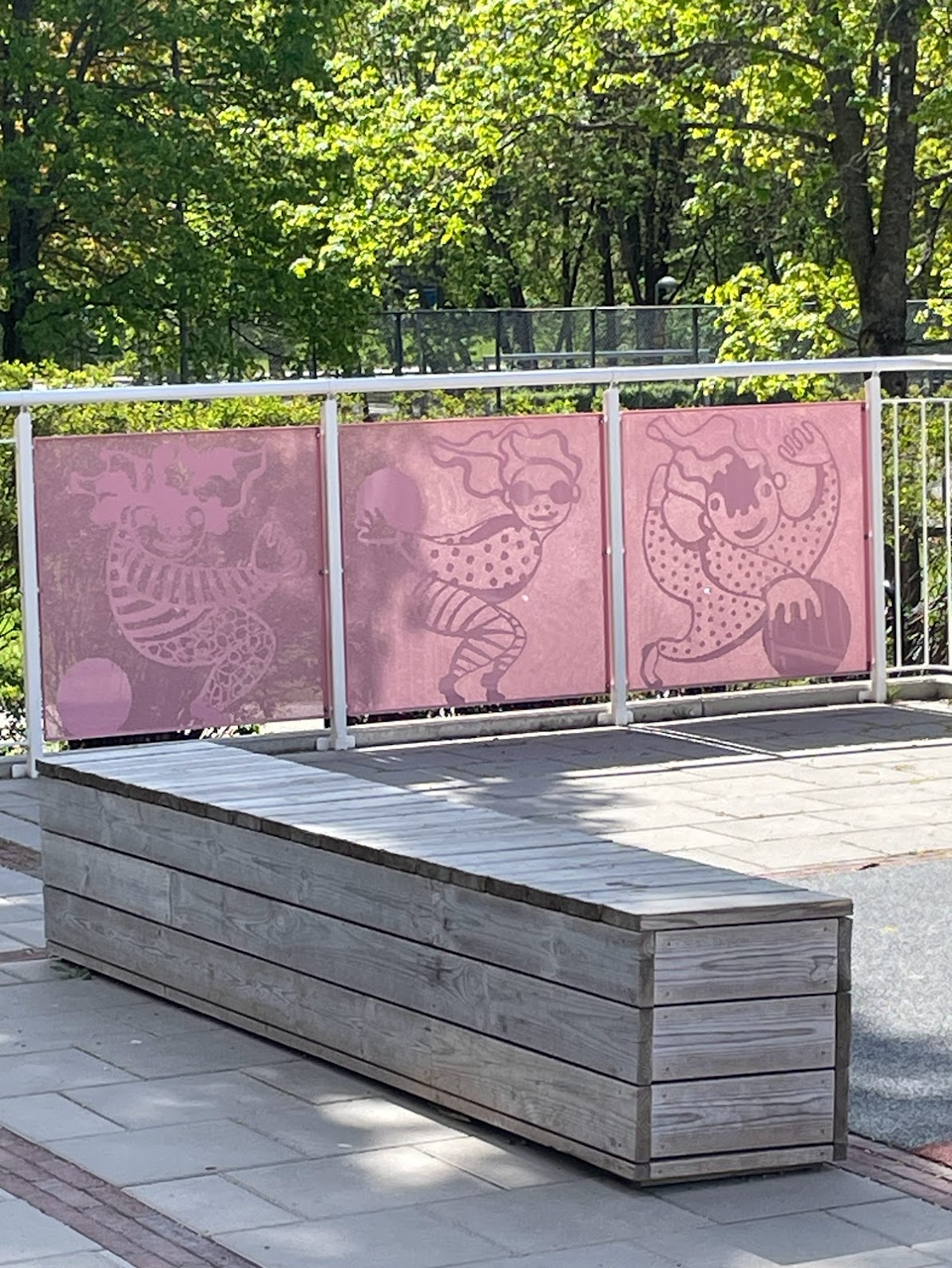
Detalj ur verket SKOJ på Sturebyskolan, Stockholm

## Utställningar (urval)

### Galleriutställningar
- "Ser du mig" – CFHILL (2024)[4][5][6]

### Separatutställningar
- "Schyssta Killar - Vad är en schysst kille egentligen?" (2023) – Jönköpings läns Museum[7][8]
- "Schyssta Killar - Vad är en schysst kille egentligen?" (2022) – Falbygdens Museum, Falköping
- "Att mötas är att växa" (2021) – Upplands Väsby Konsthall
- "Schyssta Killar - Vad är en schysst kille egentligen?" (2019) – Kvinnohistoriskt Museum, Umeå[9]
- "InTrycK OcH UtTrycK" (2015) – Francis Floor[10]
- "Schyssta Killar - Vad är en schysst kille egentligen?" (2019) – Örnsköldsviks Samlingshus[11]
- "Schyssta Killar - Vad är en schysst kille egentligen?" (2018) – Plattan Rummet, Kulturhuset/Stadsteatern, Stockholm
- "Mamaia Mita" (2015) – Galleri Kretsen, Södertälje
- "Kläder, Kropp & Skulptur" (2011) - Gallery Nova, Södertälje

### Samlingsutställningar
- "Social Fabric" (2025) – Espoo Museum of Modern Art, Espoo, Finland[12]
- "Nålsöga" (2024) – Tensta Konsthall, Stockholm[13]
- "Merge" (2023) – Husby Konsthall, Stockholm
- "Beröringspunkter" (2023) – HV Galleri, Stockholm[14][15]
- "Ser du mig / Do you see me" (2023) – Misschiefs, Stockholm
- "Knutar" (2023) – Virserums Konsthall, Virserum[16]
- "Re-Building" (2022) – Galleri Gemla, Stockholm
- "Social Club, Craft Conversations" (2022) – Konstfack, Stockholm[17][18]
- "Medlemsutställning av Best Before Collective" (2022) – Best Before Collective Window Gallery, Östermalm tunnelbanestation, Stockholm[19]
- "P.A.N.G. process" (2022) – Galleri Duo Contradiction, Stockholm
- "Hen textar sin vän" (2022) – Husby Konstsalong, Husby
- "And the wheels of fortune keep spinning" (2022) – Konstfack Vårutställning, Stockholm
- "Sublime club" (2021) – Konstfack Gallery, Tellusgången
- "Försiktig Strejk" (2020-2021) – Mint, Stockholm
- "Konstauktion för Chile" (2020) – Hangmen Projects
- "Att mötas är att växa" (2018) – i samarbete med Level four, Satans Demokrati, Sickla
- "Schyssta Killar - Vad är en schysst kille egentligen?" (2018) – Malmö Stadsbibliotek
- "Schyssta Killar - Vad är en schysst kille egentligen?" (2017) – Konferensen Våldsprevention 2017, Norra Latin
- "Schyssta Killar" (2017) – Konstfack Vårutställning 2017
- "Bara vara naken" (2017) – Öppen Studio, Vita Havet, Konstfack
- "Towanda" (2016) – Moving Art Projekt[20]
- "Mode i sju akter" (2016) – Galleri 5, Kulturhuset
- "Är det verkligen dags att bli vuxen?" & "Fuck the fuck off!" (2015) – Chimney Group Stockholm
- "Privileges" (2014) – Konstfack Store, Vita Havet
- "Lineas Mateis målningar" (2014) – Galleri Konstfack
- "Jag skulle kunna berätta" (2014) – Öppen Studio, Galleri Konstfack
- "Attached and Distort the Body" (2013) – Galleri Rummet, Skeppsholmen
- "T.EX. textil kan t.ex. vara" (2013) – Galleri Konstfack
- "Distort the body" (2013) – Lava Galleri, Kulturhuset, Stockholm
- "Senses Undercover, Life in Confusion" (2012), FAD Exhibition, Triangle Gallery, University of the Arts London.

### Offentlig utsmyckning
- "I fantasin" (2024) – Offentlig utsmyckning i Kramfors kommun [21]
- "SKOJ" (2020) – Offentlig utsmyckning vid Sturebyskolan[22][23]
- "Hackney walk" (2018) – Muralmålning vid Bohemia Place, Hackney Walk, London[24][25]

## Priser och utmärkelser (urval)
- Årets Wow! av Residence Magazine (2023)[28]
- Vinnare av 'Bright Young Things Takes Hackney (2018)[29]